# 澳洲南方龍屬
澳洲南方龍屬（學名：Austrosaurus），又名澳洲龍，是蜥腳下目恐龍的一個屬，生活於白堊紀早期的澳洲昆士蘭省中西部，距今約1亿1000萬-1亿500萬年前。

## 發現及物種
澳洲南方龍的化石，是在1932年由H.B. Wade發現於昆士蘭省北部的克盧薩車站附近，之後送往昆士蘭博物館。澳洲南方龍由Heber Longman於1933年所描述、命名。模式種是麦氏澳洲南方龙（A. mackillopi）。
在1999年，昆士蘭省中西部溫頓的牧人Dave Elliott發現一塊蜥腳下目的股骨，這是當時澳洲發現最大的恐龍。之後發掘出一塊右股骨及部份肋骨，這化石被匿稱為「Elliot」。另一隻較小型的蜥腳下目，被匿稱為「Mary」，因為化石是由Mary Wade博士所發掘。早期研究認為這些新化石是模式種A. mackillopi的近親，可能是同一屬或相關的屬。
在2004年，昆士蘭省西南部發現了2個泰坦巨龍類的化石，並在2007年展出於昆士蘭博物館，這些化石的體型超越澳洲南方龍，成為目前澳洲的最大型恐龍化石。

## 古生物學
原先有研究假設澳洲南方龍經常出沒在水邊或浸在水中，以減輕雙腳的負擔。但是現在這個理論不被接受，牠們被認為生活於旱地。化石資料顯示牠的臀部高度約3.9米，肩膀高4.1米，可見牠的背部是幾乎水平的。

## 分類
最初澳洲南方龍被認為類似圓頂龍或蜀龍，而被歸類於鯨龍科。但是，另一項研究及「Elliot」的發現，澳洲南方龍的脊椎特徵與泰坦巨龍類相似，而被歸類於此演化支。

## 外部連結
- The Winton Sauropods （页面存档备份，存于）
- Australian Age of Dinosaurs Museum, Winton, Qld
- http://www.alphalink.com.au/~dannj/austro.htm
- https://web.archive.org/web/20070601175350/http://www.dinoruss.com/de_4/5a6d2c8.htm